# Dominik Kuzmanović
Dominik Kuzmanović (Dugo Selo, 15 de agosto del 2002) es un jugador de balonmano croata que juega de portero en el VfL Gummersbach. Es internacional con la selección de balonmano de Croacia.
Su primer gran campeonato con la selección fue el Campeonato Mundial de Balonmano Masculino de 2023.

## Palmarés

### Selección nacional
| Campeonato Mundial | Campeonato Mundial           | Campeonato Mundial | Campeonato Mundial |
| Año                | Lugar                        | Medalla            |                    |
| ------------------ | ---------------------------- | ------------------ | ------------------ |
| 2025               | Croacia, Dinamarca y Noruega | Medalla de plata   |                    |

## Clubes
| Club            | País     | Año       |
| --------------- | -------- | --------- |
| RK Nexe Našice  | Croacia  | 2020-2024 |
| VfL Gummersbach | Alemania | 2024-Act. |